# Kozery Nowe
Kozery Nowe (do 2009 Nowe Kozery) – wieś sołecka w Polsce położona w województwie mazowieckim, w powiecie grodziskim, w gminie Grodzisk Mazowiecki.
Wieś należała do rodziny Kozerskich, część majątku przed I wojną zakupił Jerzy Hoser z rodziny znanych ogrodników. Nazwał go Hozery. Dziś pozostały resztki zabudowań i parku.
W latach 1975–1998 miejscowość administracyjnie należała do województwa warszawskiego. Do 2008 nosiła nazwę Nowe Kozery.